# PŁAB-250-120
PŁAB-250-120 (ros. ПЛАБ-250-120) – radziecka lotnicza bomba głębinowa. Statecznik bomby jest wyposażony w pierścień pełniący rolę hamulca aerodynamicznego ograniczającego prędkość opadania. Taką samą rolę spełnia pierścień przymocowany do czołowej części korpusu, a dodatkowo ułatwia on zejście bomby pod wodę. Bomba może być zrzucona z wysokości 100-2000 m, przy prędkości do 750 km/h. Zanurza się z prędkością do 10 m/s na głębokość do 300 m.Zapalnik podwójnego działania powoduje eksplozję na określonej głębokości (działanie hydrostatyczne) lub przy przejściu w pobliżu okrętu podwodnego (działanie zbliżeniowe).